# Rukwatitan
Rukwatitan – rodzaj wymarłego dinozaura, zauropoda z kladu Titanosauria.
Na południowym zachodzie Tanzanii, w obrębie basenu ryftowego Rukwa, 25 km na południe od jeziora Rukwa, znaleziono skamieniałości nieznanego nauce dinozaura. Niekompletne pozostałości szkieletu pozaczaszkowego zachowały częściowo połączenia stawowe. Szczątki zwierzęcia uległy podwójnym procesom tafonomicznym. Wpierw zagłębiły się w nadbrzeżnym mułowcu, potem zaś część szkieletu została przemieszczona paleokanałem, dostając się do facji powstającego tam piaskowca. Okoliczne skały tworzyły ogniwo Namba formacji Galula. Datuje się je na apt-cenoman. Wcześniej znaleziono w nich Crocodyliformes Rukwasuchus yajabalijekundu, opisanego w 2014. Skamieniałości, skatalogowane jako Rukwa Rift Basin Project (RRBP) 07409, wykazywały pewne nowe cechy. Wcześniej nie obserwowano wyrostków szyjnych na dystalnych kręgach szyjnych, głębokiego dołu kruczo-ramiennego i prawie czworokątnego przekroju kości ramiennej oraz smukłej, zakrzywionej, porównywanej przez autorów opisu do łzy szypułki łonowej kości biodrowej. Dostrzegając odróżniające cechy, badacze opisali nowy rodzaj dinozaura. Nadali mu nazwę Rukwatitan. Pierwszy człon Rukwa pochodzi od nazwy jeziora Rukwa znajdującego się w południowo-zachodniej Tanzanii, na terenie Wielkich Rowów Afrykańskich, a także od basenu ryftowego o tej samej nazwie. Do rzeczonego określenia miejsca znalezienia pozostałości dodano słowo titan wywodzące się z mitologii greckiej. Jak piszą kreatorzy rodzaju, oznacza ono synów Uranosa i Gai symbolizujących brutalną siłę i ogromne rozmiary. Tytani i tytanidy jako starsza generacja prymitywnych bóstw natury zostali obaleni przez młodszych bogów olimpijskich. Końcówka titan używana bywa także w nazwach innych zauropodów z tej samej grupy, jak Arrudatitan, Kaijutitan czy Brasilotitan. W obrębie rodzaju autorzy umieścili gatunek R. bisepultus, co znaczy dwukrotnie pogrzebany. Stanowi on odniesienie do specyficznych procesów tafonomicznych, którym uległy pozostałości zwierzęcia (w mułowcu i potem w piaskowcu). Badanie kości pozwoliło zaliczyć Rukwatitan do Titanosauria w obrębie zauropodów. Ta grupa wielkich dinozaurów dzieli się na dwie główne linie: diplodokokształtne i Macronaria. Ta ostatnia obejmuje grupę Titanosauriformes. Ta ostatnia obejmuje brachiozaura i Titanosauria, a więc zaliczają się do niej brachiozaury, euhelop i Titanosauria, przy czym te dwa ostatnie tworzą razem klad Somphospondyli. Titanosauria definiuje się jako Titanosauriformes bliższe saltazaurowi niż brachiozaurowi czy euhelopowi. Grupa ta łączy Saltasauridae, Nemegtosauridae i Malawisaurus. Gorscak i inni przeprowadzili analizę filogenetyczną, która ujawniła, że odkryty przez nich rodzaj zaliczał się do bazalnych tytanozaurów. Stanowił kolejną po wspomnianym Malawisaurus grupę zewnętrzną kladu tworzonego przez bardziej zaawansowanych ewolucyjnie przedstawicieli tej grupy, na opracowanych przez rzeczonych autorów kladogramach stanowi grupę siostrzaną kladu Lithostrotia.